# کوه‌های یورو
کوه‌های یورو ((به ژاپنی: 養老山地, Yōrō Sanchi))، یک رشته کوه هستند که در مرز بین استان گیفو و استان میه در ژاپن قرار دارند.